# Neonemoria
Neonemoria là một chi bướm đêm thuộc họ Geometridae.

## Các loài
- Neonemoria decolor
- Neonemoria plana
- Neonemoria rasa
- Neonemoria thalassinata
- Neonemoria virescens